# Persicaria bicornis
Persicaria bicornis är en slideväxtart som först beskrevs av Rafinesque, och fick sitt nu gällande namn av Nieuwland. Persicaria bicornis ingår i släktet pilörter, och familjen slideväxter. Inga underarter finns listade i Catalogue of Life.